# Zuiderafwateringskanaal

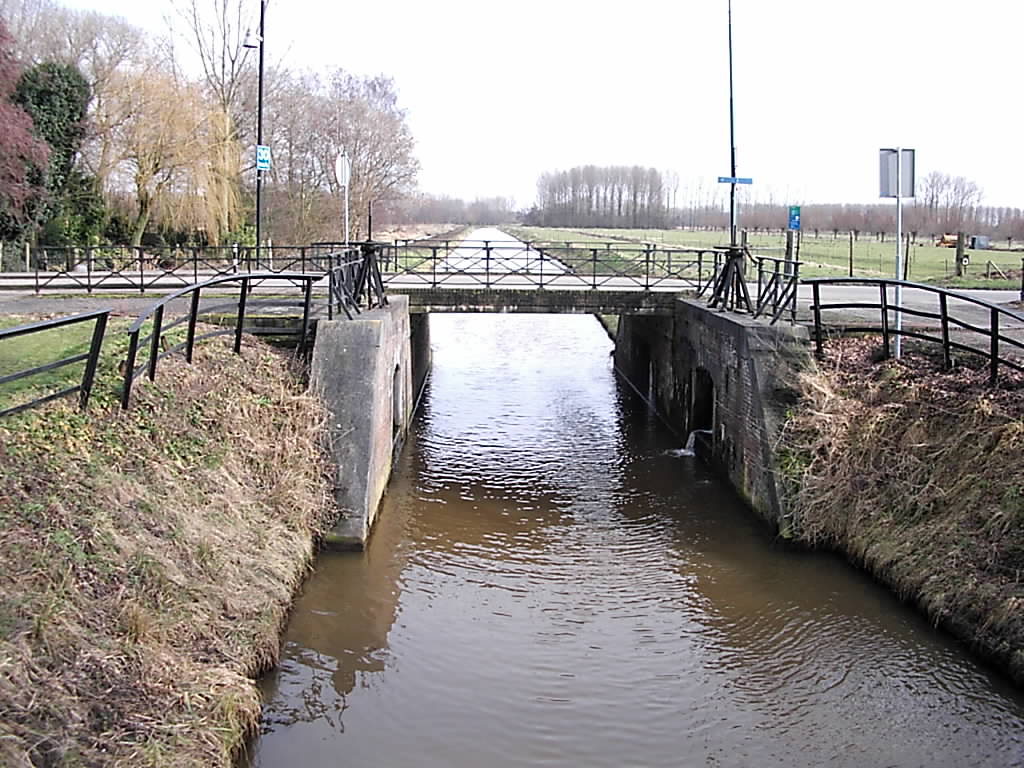
Sluisbrug in Capelle over het Zuiderafwateringskanaal

Het Zuiderafwateringskanaal is bedoeld ter afwatering van de laaggelegen gebieden in de Westelijke Langstraat.
Dit kanaal is aangelegd in de periode 1887-1900 in samenhang met de in deze periode eveneens gegraven Bergsche Maas. De Westelijke Langstraat was laaggelegen en kende veel kwel, aangezien de Naad van Brabant erdoorheen liep.
Het kanaal loopt in westelijke richting vanaf Waalwijk via Capelle en Waspik naar een afwateringskanaal van de Donge, en knikt dan in noordelijke richting om via het gemaal bij Keizersveer uit te wateren in het Oude Maasje.
Een sluisbrug over dit kanaal nabij Kasteel Zuidewijn, uit ongeveer 1900, is geklasseerd als rijksmonument.
Door de aanleg van dit kanaal is verdroging ingetreden en werd de kwel weggevangen, wat weliswaar van voordeel was voor de landbouw, maar tevens ervoor zorgde dat de bijzondere plantengroei sterk achteruit ging. In de toekomst wil men daarom in kwetsbare gebieden de afvoer van kwel naar het kanaal tegengaan.